# Stjepan Radić
Stjepan Radić, hrvaški politik, * 11. junij 1871, Desno Trebarjevo pri Sisku, † 8. avgust 1928, Zagreb.
Bil je  vodja Hrvaške republikanske kmečke stranke oz. Hrvaške kmečke stranke, ki sta jo kot Hrvaško ljudsko kmečko stranko ustanovila z bratom Antunom leta 1904. Leta 1918 je v Narodnem Vijeću nasprotoval brezpogojni združitvi s Kraljevino Srbijo in Črno goro. Zahteval je kmečko hrvaško republiko in nasprotoval centralistični in unitaristični politiki kralja Aleksandra in Nikole Pašića. Njegova stranka do leta 1925, ko je vstopila v vlado, ni priznala dinastije Karađorđevićev in vidovdanske ustave. 20. junija 1928 ga je na seji Narodne skupščine (mdr. skupaj z bratom Pavlom Radićem, ki je bil takoj mrtev) smrtno ranil črnogorski poslanec Narodne radikalne stranke Puniša Račić; to je v Kraljevini SHS sprožilo globoko politično krizo, ki je privedla do uvedbe kraljeve diktature.